# Maybelline Classic
Maybelline Classic, також відомий як Lynda Carter Maybelline Classic, колишній жіночий тенісний турнір. Його заснував популяризатор тенісу Джордж Лідді. Уперше відбувся 1980 року, а востаннє 1985-го. Проходив у Deer Creek Racquet Club у Дірфілд-Біч (штат Флорида) (1980–1983) та у Bonaventure Racquet Club у Форт-Лодердейл (штат Флорида) (1984–1985), у США на відкритих твердих кортах. 

## Результати

### Одиночний розряд
| Рік  | Чемпіонка           | Фіналістка      | Рахунок фіналу |
| ---- | ------------------- | --------------- | -------------- |
| 1980 | Кріс Еверт          | Андреа Єйгер    | 6–4, 6–1       |
| 1981 | Кріс Еверт          | Андреа Єйгер    | 4–6, 6–3, 6–0  |
| 1982 | Кріс Еверт          | Андреа Єйгер    | 6–1, 6–1       |
| 1983 | Кріс Еверт          | Bonnie Gadusek  | 6–0, 6–4       |
| 1984 | Мартіна Навратілова | Michelle Torres | 6–1, 6–0       |
| 1985 | Мартіна Навратілова | Штеффі Граф     | 6–3, 6–1       |

### Парний розряд
| Рік  | Чемпіонки                           | Фіналістки                         | Рахунок фіналу |
| ---- | ----------------------------------- | ---------------------------------- | -------------- |
| 1980 | Андреа Єйгер Regina Maršíková       | Мартіна Навратілова Кенді Рейнолдс | 1–6, 6–1, 6–2  |
| 1981 | Mary-Lou Daniels Wendy White        | Пем Шрайвер Paula Smith            | 6–1, 3–6, 7–5  |
| 1982 | Барбара Поттер Шерон Волш           | Розмарі Касалс Венді Тернбулл      | 7–6, 7–6       |
| 1983 | Bonnie Gadusek Wendy White          | Pam Casale Mary-Lou Daniels        | 6–1, 3–6, 6–3  |
| 1984 | Мартіна Навратілова Елізабет Смайлі | Барбара Поттер Шерон Волш          | 2–6 6–2, 6–3   |
| 1985 | Джиджі Фернандес Robin White        | Rosalyn Fairbank Beverly Mould     | 6–2, 7–5       |